# Biserica franciscană din Timișoara
Biserica franciscană din Timișoara a fost o biserică situată în actuala Piața Libertății din Timișoara, construită între 1725 și 1736 și demolată în 1911.

## Istorie
Biserica a fost construită între anii 1725 și 1736, fiind prima biserică construită în Cetate, după cucerirea Timișoarei de către Imperiul Habsurgic, în 1716, de către călugării Ordinului Franciscan Conventual, care proveneau din provincia franciscană din Bosnia. Aceasta era situată în Piața Paradei, actuala Piața Libertății, vis-a-vis de Primăria veche.
La început franciscanilor li s-a atribuit una din cele două moschei existente în Cetate ca loc de închinare, moscheea fiind inițial tot biserică, dedicată Sfântului Eligius. 
Până la reconsacrarea fostei moschei ca biserică, devenită ulterior Biserica Sfântul Gheorghe din Timișoara, la  7 aprilie 1718, iezuiții prezenți în Timișoara au fost găzduiți temporar aici, deoarece moscheea donată lor era încă folosită ca pulberărie.
Pe o hartă a orașului din anul 1727, clădirea era marcată ca biserică a franciscanilor din Bosnia, situată în sud-vestul orașului.
Contele Mercy le-a acordat călugărilor permisiunea de a construi biserica în 1725, în același timp acordându-le dreptul de a strânge milostenii în întregul Banat pentru finanțarea acesteia. 
Pe 19 martie 1733 episcopul de Cenad a pus piatra de temelie a bisericii.
Zece ani mai târziu, superiorul bisericii a cerut administrației locale să le furnizeze „pentru construirea unei reședințe și biserici, din materialele locale de fortificații, în schimbul unei compensații viitoare, 100000 cărămizi și 300 butoaie de var” (în germană: „ihm zur Erbauung einer Residenz und Kirche von den daigen Fortifications Materialien gegen künftige Vergütung 100.000 Ziegel und 300 Kübel Kalk”).
Pe data de 8 decembrie 1736, de sărbătoarea Concepției Imaculate, biserica construită în stil baroc italian a fost sfințită de către Episcopul de Cenad, Adalbert von Falkenstein, aceasta purtând hramul Sfântului Ioan Nepomuk, ocrotitorul catolicilor din Banat, în Piața Paradei existând la acea vremeși o statuie a acestuia Conform hărții orașului din 1758, ordinului i-a fost rezervat în sud-vestul cetății un spațiu aproape pătrat pentru construcție, din care mai mult de jumătate a fost construit sub forma unui complex închis în jurul unui plan rectangular cu curte deschisă. Biserica a fost construită pe partea sudică a ansamblului, ocupând întreaga lungime a acestei laturi. În anul 1758, complexul nu era încă complet finalizat.
În 1768 împărăteasa Maria Terezia a Austriei a vizitat biserica pentru a asculta Sfânta Liturghie.
Pe 13 mai 1770 biserica a fost vizitată de împăratul co-guvernator Iosif al II-lea, care a făcut a doua sa vizită în oraș și în Banat. Deoarece în aceeași zi era și ziua de naștere a împărătesei Maria Terezia, mama tânărului monarh, acesta a participat la o liturghie solemnă aici, la intențiile de rugăciune ale împărătesei.
O schemă finală a ansamblului era prezentată într-o hartă realizată de Johann Theodor Kostka în anul 1789, realizată în paralel cu predarea mănăstirii către Ordinul Piarist. Ca urmare a reformelor lui Iosif al II-lea, care au influențat și activitățile ordinelor religioase, franciscanii au fost forțați să părăsească Timișoara pe 31 iulie 1788. Piariștii de la Sântana au fost mutați la Timișoara, unde au primit biserica și mănăstirea franciscanilor, desființată pentru a înființa aici o „școală latină”, care mai târziu a devenit celebră în întreaga regiune. Printre personalitățile care au frecventat această școală s-a numărat și scriitorul român Ioan Slavici.
În 1809, în timpul luptelor dintre Habsburgi și Franța napoleoniană, coroana și regaliile imperiale ale Sfântului Imperiu Roman al Națiunii Germane au fost ascunse în cripta bisericii. Miliția orașului, care fusese înființată în 1808, cu doar un an înainte, a păzit cutiile de lemn care conțineau comoara austriacă, fără să bănuiască ce elemente importante erau ascunse înăuntru.
Tot aici a avut loc a doua consacrare episcopală din istoria orașului Bega pe 10 mai 1801, respectiv cea a lui Ladislaus Köszeghy de Remete, precum și a treia în 1829, cea a lui Antonius Török, ambii episcopi de Cenad cu reședința în Timișoara.
Din vremea Asediului Timișoarei, din timpul Revoluției Maghiare din 1848-1849, în zidul mănăstirii a rămas un obuz, vizibil și azi.

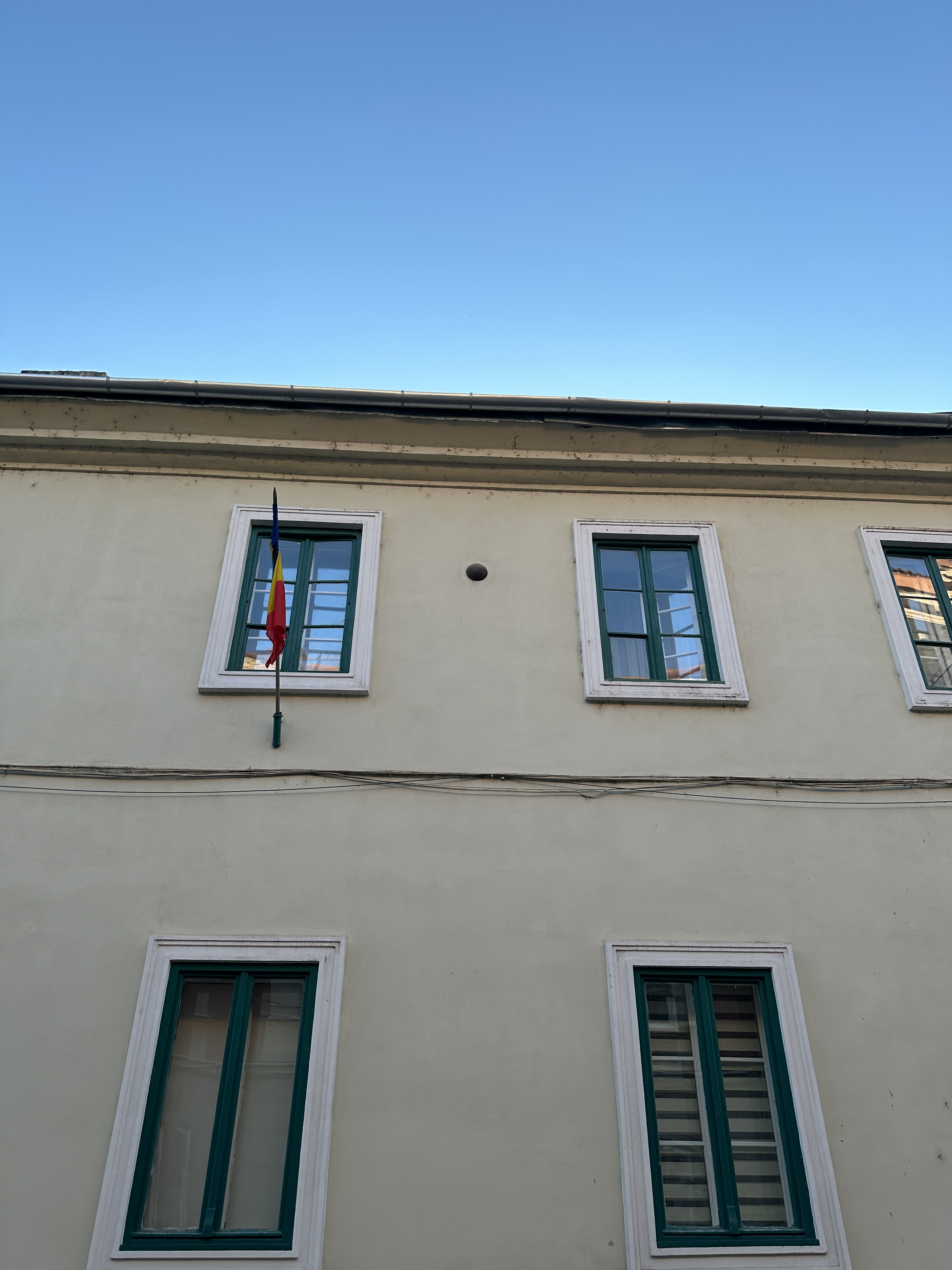
Obuzul din timpul Asediului Timișoarei, vizibil in fațada clădirii

În 1909, mănăstirea a trecut la administrația locală, care a înființat aici Conservatorul de Muzică, devenit ulterior Școala Populară de Arte, iar în prezent Centrul Județean de Artă și Cultură Timiș.

## Descriere
Biserica a fost realizată în stil baroc italian. Deasupra altarului principal al bisericii, care a fost construit în stil baroc, se afla o pictură mare care îl înfățișa pe sfântul Ioan Nepomuk în prezența îngerilor, cu orașul Timișoara întins la picioarele sale, exact cum era prezentat în gravurile din secolul al XVIII-lea. Despre această pictură s-a discutat mult, majoritatea experților fiind de părere că de fapt era destinată Catedralei din Timișoara și a fost proiectată de Michael Angelo Unterberger, directorul Academiei de Arte Frumoase din Viena. Unterberger a pictat printre altele, în 1754, o pictură ce îl înfățișa pe Sfântul Gheorghe, pentru altarul principal al catedralei. Ipoteza că de la Unterberger provine doar o schiță și nu o pictură a sfântului Ioan Nepomuk rămâne neclară, mai ales că din documentele fotografice existente rezultă o similaritate mai mult decât evidentă între schița pictată de pictorul vienez și pictura de pe altarul principal al bisericii.
În altarul principal se mai afla și un tabernacul baroc, flancat de două picturi mai mici. Acestea îi înfățișau pe Fecioara Maria și Arhanghelul Gavril - care împreună formau scena Bunei Vestiri, aceste picturi găsindu-se acum în Muzeul Diecezan Timișoara. Deasupra tabernaculului se afla o copie a imaginii miraculoase a Mariei de la Radna, care a fost realizată la sfârșitul anului 1750 și care, pe lângă imaginea acesteia, mai era înfățișat și canonicul Johannes Szlezak, care a condus procesul de recunoaștere al Radnei ca loc de pelerinaj în același an. Din păcate, atât pictura mare a Sfântului Ioan de Nepomuk, cât și pictura mică, copia imaginii miraculoase a Fecioarei Maria de la Radna, au dispărut fără urmă.

## Demolarea

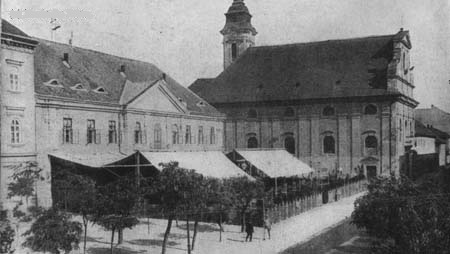
Biserica în 1911

Deoarece vechea biserică din secolul al XVIII-lea era într-o stare foarte precară, Ordinul Piarist a hotărât construirea unui nou lăcaș, vechea biserică franciscană fiind preluată de către administrația orașului și demolată în 1911, după ce rămășițele umane a peste 261 de personalități, membri ai ordinelor, militari de rang înalt și soldați austrieci, au fost recuperate din criptă și reinhumate în Cimitirul Militar, actualul Cimitir din Calea Lipovei, printre ei numărându-se și Johanna von Honrath, prima dragoste a lui Ludwig van Beethoven, biserica fiind reconstruită vis-a-vis de Parcul Scudier, unde se află azi Biserica și Complexul Piariștilor din Timișoara, pe locul acesteia fiind construit Palatul Băncii de Credit.
Demolarea bisericii a fost justificată de intenția de a lărgi axa est-vest a cetății, autoritățile locale având un plan de extindere a orașului, organizat de arhitecții Emil Szilárd și Josef Briger, care includea un bulevard larg, din Mehala în Fabric, impus de circulația tot mai intensă dar și de tendința de modernizare a orașului, care a culminat cu defortificarea acestuia.
Într-un articol publicat în 1956, arhitectul Gheorghe Bleyer acuza lăcomia preoților ca principala cauză a dispariției Bisericii Franciscane și a Bisericii Sfântul Gheorghe, aceștia fiind corupți de bănci pentru a le vinde.